# Jean-Antoine Dubois
Jean-Antoine Dubois (Sant Remèsi, 1765 - París, 17 de febrer de 1848) fou un missioner francès a l'Índia.
Fugint de la Revolució Francesa, el 1792 l'abat Dubois viatja a Puducherry (Índia) per predicar-hi el cristianisme. Tot i que hi romangué 32 anys, tornà a Europa convençut que la conversió dels hindús era una tasca impossible de dur a terme, tesi que exposa a les seves Letters on the State of Christianity in India (Londres, 1823).

## Escrits atribuïts a Dubois
Es creu que escrigué una obra per a la Companyia Britànica de les Índies Orientals, Govern de Madràs, traduïda i publicada a Londres el 1816 sota el títol Description of the Character, Manners and Customs of the People of India, and of their Institutions, religious and civil. Es considera aquesta obra com la primera obra d'investigació sobre temes de l'Índia. Dubois en publicà en francès una edició corregida i augmentada amb el títol Moeurs, institutions et cérémoines des peuples de l'Inde (París, 1825), considerada com l'obra més completa de l'època sobre la vida de l'Índia.
Publicà també Exposé de quelques-uns des principaux articles de la théologie des Brahmes (París, 1825) i Le Pantcha-tantra ou les cinq ruses, fables du Brahme Vichnou-Sarma (París, 1826). Fou un dels col·laboradors del Bulletin Universel des Sciences del baró de Férussac.